# Klammstraße (Garmisch-Partenkirchen)
Das Bebauungsgebiet Klammstraße in Garmisch umfasst mehrere historische Straßenzüge im oberbayerischen Markt Garmisch-Partenkirchen. Teile der Straßen Klammstraße, Höllentalstraße und Schmiedstraße sind auf Basis des Denkmalschutzgesetzes vom 1. Oktober 1973 ein Ensemble, die Aktennummer lautet E-1-80-117-4.

## Beschreibung
Das Ensemble umfasst einen Teil der nördlichen Klammstraße sowie die östliche Höllentalstraße und die Schmiedstraße. Die Straßen und Gassen liegen rechtwinklig zueinander am Südrand des historischen Ortskerns von Garmisch und weisen meist locker gereihte und giebelständig zur Straße stehende Werdenfelser Bauernhäuser auf. Diese Gebäude werden jedoch nur zum Teil noch als Bauernhäuser genutzt. Die zugehörigen Hausgärten sind zum Teil erhalten geblieben. An der Klammstraße hat nur die Westseite bis zur Einmündung der Höllentalstraße ihren historischen Charakter bewahrt. Durch maßstabslose Neubauten wurde die Ostseite der Straße aus Sicht des Denkmalschutzes zerstört. Die Klammstraße gehört lediglich mit der Gruppe der bedeutenden Werdenfelser Bauernhäuser Nr. 11–17 a zum Ensemble. Diese bilden zugleich den östlichen Abschluss der Höllentalstraße. Die Höllentalstraße weist durch die sich gegenüberstehenden Giebel einen weitgehend geschlossen wirkenden Straßenraum auf. Die kurze Schmiedstraße verläuft in nord-südlicher Richtung und ist mit Bauern- und Handwerkerhäusern des 17. bis frühen 19. Jahrhunderts bebaut. Die Gebäude der Schmiedstraße sind mit charakteristischen Werdenfelser Bundwerken und Lüftlmalereien gekennzeichnet. Ein altertümlicher Blockbau, Schmiedstraße 10, und das Giebelhaus Höllentalstraße 9 bilden südlich einen städtebaulich wirkungsvollen Abschluss. Von Norden überragt der Barockturm der Pfarrkirche das Bild der Gasse.